# Bupalus
Bupalus is een geslacht van vlinders uit de familie van de spanners (Geometridae).

## Soorten
- Bupalus cembraria Motschulsky, 1866
- Bupalus michaellarius Rungs, 1941
- Bupalus vestalis Staudinger, 1897